# Су-1
Су-1 (И-135) — советский экспериментальный истребитель повышенной высотности времён Второй мировой войны, созданный в ОКБ Павла Сухого.
Всего было построено 2 экземпляра самолётов: первый опытный самолёт И-135 (с декабря 1940 г. — Су-1) был построен на Харьковском авиазаводе (с 25 мая 1940 года авиазавод № 135)  второй, получивший обозначение Су-3 — в 1941 году (испытания не проходил).

## История
Постановление Комитета Обороны «О создании новых опытных самолётов истребителей в 1939-40 гг.» обязывало Главного конструктора П. О. Сухого и директора завода Нейштадта спроектировать и построить одноместный пушечный истребитель в двух экземплярах со сроками предъявления на государственные испытания в марте и июле 1940 года соответственно. Самолёт проектировался как истребитель повышенной высотности — в частности, применялись два турбокомпрессора ТК-2, металлическое крыло и деревянный фюзеляж. К высотным его отнести было нельзя, поскольку гермокабина для лётчика не предусматривалась.
В соответствии с заказом № 330 первый опытный самолёт И-135 (с декабря 1940 года обозначавшийся как Су-1) был построен на Харьковском заводе 25 мая 1940 года и по железной дороге отправлен для проведения заводских лётных испытаний. 15 июня лётчик А. П. Чернавский совершил на нём первый полёт. 3 августа он по ошибке посадил И-135 с убранными шасси, самолёт получил незначительные повреждения, и испытания были прерваны. После завершения ремонта, с середины сентября испытания И-135 продолжил лётчик П. М. Попельнюшенко. 2 октября в полёте произошло разрушение двигателя, но лётчику удалось посадить самолёт. С 10 ноября, после замены мотора, из-за болезни П. М. Попельнюшенко полёты выполнял В. П. Фёдоров. Испытания продолжались до конца апреля 1941 года. Были определены основные лётные характеристики самолёта, достигнута скорость 641 км/ч на высоте 10 км. Однако турбокомпрессоры оказались ненадёжными, а без них самолёт уступал по вертикальному манёвру уже запущенному в серию Як-1.

### Су-3
Второй экземпляр И-135 (заказ № 360) достраивали на Харьковском авиазаводе под руководством П. Д. Грушина. Отличие самолёта от предшественника заключалось в меньшей площади крыла — 18,0 м². На этой машине, получившей название Су-3, провели те же доработки, что и на Су-1.
В январе 1941 года самолёт в незаконченном виде направили на завод № 289, где он оказался 17 января. В воздух так и не поднялся из-за снега на заводском аэродроме.

## Конструкция
Скоростной истребитель Су-1 (Су-3) - одноместный моноплан с низко расположенным крылом. Самолёт смешанной конструкции: деревянный фюзеляж и металлическое крыло.
- Фюзеляж - деревянный полумонокок овального сечения, выполненный без технологических разъёмов. Силовой набор выклеен из берёзового шпона и состоял из четырёх лонжеронов переменного сечения, стрингеров, шпангоутов и обшивки. К переднему лонжерону крепилась сварная металлическая рама ферменной конструкции, на которой размещались двигатель и вооружение. В средней части фюзеляжа располагалась негерметичная кабина пилота, закрытая прозрачным фонарём, а под полом бензобак. В хвостовой части размещалось оборудование и располагался канал водорадиатора.[4]
- Крыло - цельнометаллическое, однолонжеронное, свободнонесущее. Состоит из центроплана и двух отъёмных консолей. Силовой набор состоит из лонжерона, задней стенки, нервюр и обшивки. Лонжерон изготовлен из хромомолибденовых труб, нервюры дюралевые, обшивка дюралюминиевая. Крыло имело относительно большое удлинение и большую площадь, что позволяло снизить аэродинамическое сопротивление самолёта на больших высотах и тем самым увеличить его потолок и горизонтальную манёвренность.[4]
- Хвостовое оперение - киль с рулём направления и стабилизатор с рулём высоты. Киль выклеивался совместно с фюзеляжем и имел два лонжерона коробчатого типа. Стабилизатор состоял из трёх продольных стенок, набора стрингеров и обшивки, выполненных из дюралюминия. Каркас руля направления и руля высоты — дюралевый с полотняной обшивкой. Руль направления и руль высоты имели триммеры.[4]
- Шасси - трёхопорное с хвостовым колесом. Основные опоры убирались назад в ниши на центроплане с поворотом колёс относительно опор на 90 градусов. Хвостовое колесо убиралось в фюзеляж. Уборка и выпуск шасси осуществлялись при помощи гидросистемы.[4]
- Силовая установка - поршневой двигатель водяного охлаждения  М-105, мощностью 1100 л.с. Воздушный винт трёхлопастной с изменяемым в полёте шагом. Система охлаждения водяная, замкнутая под давлением. Для повышения высотности самолёта двигатель имел комбинированную систему наддува, включавшую двухскоростной приводной центробежный нагнетатель и два турбокомпрессора. Топливо размещалось в основном бензобаке ёмкостью 250 кг, который был установлен под сидением лётчика, дополнительный подвесной бак ёмкостью 150 кг укрепляли она замках под левым крылом.[4]
- Вооружение - мотор-пушка калибра 20 мм с боезапасом 190 патронов, укреплённая в развале цилиндров и стреляющая через полый вал редуктора и два синхронных пулемёта с боезапасом 1800 патронов. В перегрузочном варианте предусматривалась бомбовая нагрузка до 1000 кг. Самолёт имел броневую защиту лётчика и водяного радиатора  от обстрела сзади.[4]

## Итоги проекта
16 апреля 1941 года работы по самолётам Су-1 и Су-3 были прекращены «…в связи с выявившейся нецелесообразностью дальнейших работ по проектированию, постройке и испытания…». Дальнейшая их судьба малоизвестна. По некоторым сведениям, Су-1 был уничтожен при бомбёжке эшелона, следующего в г. Новосибирск. Су-3 находился в новосибирском филиале ЛИИ НКАП, где в марте — апреле 1942 года использовался для испытаний в ходе проведения НИР по «рациональности применения ТК на современных истребителях».

## Тактико-технические характеристики

### Технические характеристики
- Экипаж: 1 человек
- Длина: 8,42 м
- Размах крыла: 11,60 м
- Высота: 2,71 м
- Площадь крыла: 20,00 м²
- Масса:
  - Масса пустого: 2495кг
  - Максимальная взлётная масса: 2875 кг
- Двигатель: 1 ПД Климов М-105П
- Мощность: 1100 л. с.

### Лётные характеристики
- Максимальная скорость на большой высоте: 641 км/ч
- Максимальная скорость у земли: 500 км/ч
- Дальность полёта: 720 км
- Практический потолок: 12500 м

### Вооружение
- Стрелково-пушечное вооружение :
  - 1 х 20 мм пушка ШВАК
  - 2 х 7,62 мм пулемёта ШКАС
- Бомбовая нагрузка: 100 кг бомб